# Barkeria shoemakeri
Barkeria shoemakeri es una especie de orquídea epífita originaria de  México.

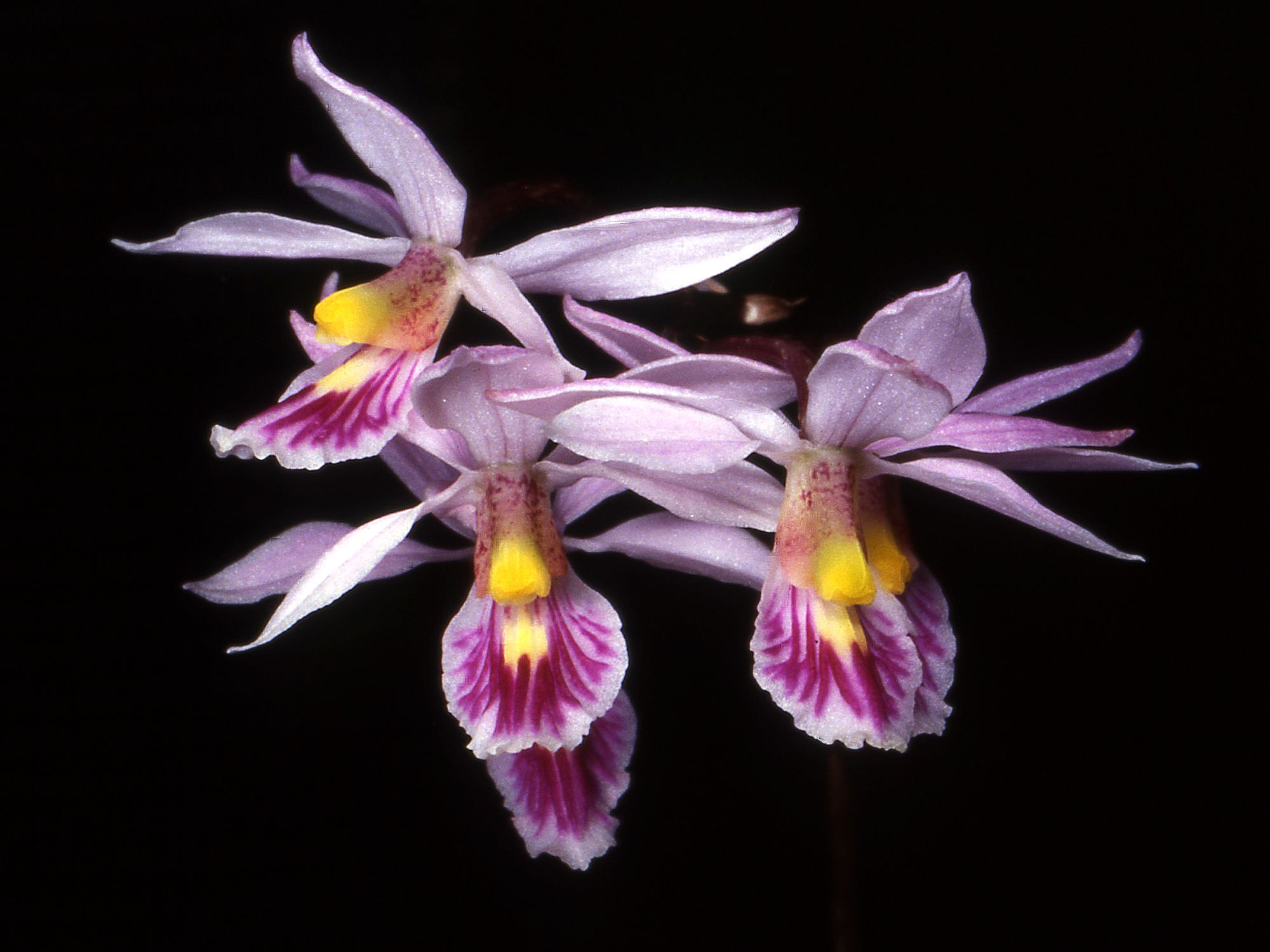
Detalle de la flor

## Distribución y hábitat
Se distribuye por Michoacán, Guerrero y Oaxaca y Estado de México a una altitud desde el nivel del mar hasta los 620 metros a lo largo de lechos de arroyos secos sobre hojas caducas.  

## Descripción
Es una orquídea de pequeño a mediano tamaño, que prefiere el clima cálido, con hábito   epífita y con 4-7 pseudobulbos fusiformes,  envueltos en vainas escariosas y llevan de 2 a 6 hojas, erectas a arqueadas, dísticas, lanceoladas, acuminadas, basalmente redonda y abrazada, muy carnosa, manchadas de color púrpura y a menudo conduplicada. Florece en una inflorescencia apical, raramente racemosa a menudo paniculada , 2 a 4 ramificaciones, laxamente con 3 a 40 flores de apertura sucesiva que se producen en la mitad del invierno.

## Cultivo
Esta especie, lo mismo que la mayoría de las Barkerias, tiene que ser montada en una rama o ramita y estar sobrada de agua,  fertilizantes y de luz brillante en la primavera y el verano y necesita un período seco más frío en el invierno.

## Taxonomía
Barkeria shoemakeri fue descrita por Federico Halbinger y publicado en Orquídea (Mexico City) n.s., 4: 291. 1974[1975].
Etimología
Ver: Barkeria
shoemakeri: epíteto otorgado en honor de Don S. Shoemaker, importante diseñador industrial estadounidense radicado en México, colector de esta especie en su orquidario personal en Morelia, Michoacán, México.